# Mikko Kärnä
Mikko Kärnä, född 8 december 1980 i Esbo, är en finländsk politiker (Centern). Han var ledamot av Finlands riksdag 2019–2023. Han tillträdde som riksdagsledamot först 2015 i och med att Paavo Väyrynen beslutade att fortsätta i Europaparlamentet men fick avstå från mandatet när Väyrynen återvände 2018. Kärnä utexaminerades år 2004 från Försvarshögskolan.
Kärnä fick en suppleantplats i riksdagsvalet 2015 med 3 205 röster från Lapplands valkrets. Han blev sedan invald med 6 480 röster i Lapplands valkrets i riksdagsvalet 2019. I riksdagsvalet 2023 kandiderade han utan framgång i Helsingfors valkrets och fick 1 708 röster.